# Rick Voskamp
Rick Voskamp (De Lier) is een Nederlands korfbalscheidsrechter. Hij fluit momenteel als jongste hoofdscheidsrechter in de Korfbal League. Zelf korfbalde hij bij CKV Valto. 
Per seizoen 2019-2020 vormt Voskamp een scheidsrechtersduo met Marco van der Lucht.

## Prijzen
2019, Korfbal League Beste Scheidsrechter

## Wedstrijden
Voskamp floot o.a. deze belangrijke wedstrijden:
- 2019 Ereklasse veldkorfbal finale